# Ősi Attila
Ősi Attila (Ajka, 1980. május 12. –) magyar geológus, paleontológus. A bakonyi dinoszaurusz-lelőhely egyik felfedezője, a lelőhely kutatásának vezetője. Jelenleg az MTA-MTM Paleontológiai Kutatócsoportjának tudományos munkatársa. Zoológiai szakmunkákban nevének rövidítése: „Osi”.

## Pályafutása
Ajkán nőtt fel, és elsős gimnazista korában kezdte érdekelni az őslénytan. Barátaival, Torma Andrással, Szőke Ferenccel és Jagadits Ferenccel rendszeresen végzett ősmaradvány gyűjtéseket a környékbeli bakonyi lelőhelyeken, és már ekkor tudta, hogy geológusnak, paleontológusnak készül majd a gimnázium után.
Bár kétségtelen, hogy a tengeri gerinctelen fosszíliák gyűjtését is precízen és nagy élvezettel végezte (az ezekből álló gyűjtemény az ajkai Bródy Imre Gimnáziumban található), már gimnáziumi évei alatt izgatta a kérdés, hogy miért nincsenek a mai Magyarország területén számottevő mezozoos szárazföldi gerinces lelőhelyek. Természetesen tudta, hogy hazánkban az ilyen korú szárazföldi üledékek száma elenyésző a tengeriekhez képest, de nem kerülte el figyelmét, hogy vannak olyan kőzetösszletek melyekben lehetnének csontmaradványok. Ilyen volt az Ajkához közeli, mára már bezárt kőszénbányák által feltárt késő kréta korú ajkai kőszén formáció. Barátaival gyűjtéseket végzett a bányák meddőhányóin, melyek során pár krokodilfog és egy hüllőcsigolya került elő. Ez azonban korántsem volt az a komplex gerinces lelőhely, amelyet szeretett volna megtalálni.
Gimnáziumi évei alatt a Földtani örökségünk pályázaton országos első helyezést ért el, ennek köszönhetően 1999-ben felvételi nélkül jutott be be az ELTE geológus szakára.
Egyetemi tanulmányai mellett sem tett le régi álmáról, és a szakkönyvekbe belemélyedve tanulmányozta, hazánk melyik geológiai képződményei lehetnének érdemesek további vizsgálatokra. Végül így, és egyik tanárának segítségével jutott arra a következtetésre, hogy az Ajkától szintén nem messze fekvő iharkúti bauxit külfejtésben feltárt, felső kréta csehbányai formáció folyóvízi, ártéri üledékei érdemesek a terepi vizsgálatokra.
2000. április 29-én Torma Andrással ellátogattak a külfejtésbe, és itt a szelvény felvétele közben megtalálták az első csontokat. Hamarosan egyre több és több lelet került elő az kisebb-nagyobb gyűjtőutak során, majd Ősi szervezésében megtörténtek az első nagyobb nyári ásatások itt, barátok, évfolyamtársak segítségével. A bányán belül újabb lelőhelyek kerültek felfedezésre, és egyre többen kapcsolódtak be a kutatásokba, melyek ma is zajlanak.
Ősi Attila 2003-ban megszerezte geológus diplomáját az ELTE Őslénytani Tanszékén, diplomamunkája „A magyarországi késő-kréta dinoszauruszfauna vizsgálata” címet viselte.
2006-ban védte meg doktori (PhD) dolgozatát, doktori értekezésének címe a „A magyarországi késő-kréta heterodont Eusuchia krokodil cranioanatómiai, izomzati és funkcionális morfológiai vizsgálata és összehasonlítása más heterodont krokodilokkal” volt.
2006 óta a Magyar Tudományos Akadémia – Magyar Természettudományi Múzeum Paleontológiai Kutatócsoportjának munkatársa és az iharkúti lelőhely kutatásának vezetője.
2010 tavaszán Iharkúton 85 millió éves ceratopsiát ásott ki, amelynek az Ajkaceratops nevet adta.

## Díjai, elismerései
- Junior Prima díj (2010) Magyar tudomány kategória